# 吐痰
吐痰是指將口中痰液或其他分泌物吐出的行為。不同的年代和地區對吐痰有不同的理解。吸烟引起的呼吸系统疾病是频繁吐痰的常见原因。

## 文化內涵
於歐美很多地方，向別人的臉上吐痰代表對對方的極度鄙視、憎恨、不滿。
在很多已發展地區，隨地吐痰被視為極不文明行為。

## 衛生問題
根據中醫理論，民間普遍認為痰不可積在身體內，因此必須及時吐出。
隨地吐痰會帶來嚴重的衛生問題。由於飛沫是很多病菌的主要傳播途徑，因此隨地吐痰是很不衛生的行為。

## 法律問題
世界上很多地區都有把隨地吐痰列為非法行為。在香港於公眾地方隨地吐痰會判罰款港幣3,000元，即使是直接將痰吐在垃圾桶內或街道上的渠道去水口皆為犯法，政府建議市民及遊客如要吐痰須先將痰吐在紙巾上再包好扔進垃圾桶內。

## 周邊事物
痰盂是一種專門用來收集痰涎的器皿，一般放在餐廳的飯桌下，同時可用來收集煙蒂、食物殘渣，亦可作挪進睡房作小孩尿壺之用。痰盂（粵語稱為「痰罐」）於中國並非不可示人之物，例如在二十世纪七、八十年代中國的國家領導人接見外國元首時，經常可見到他們的座位旁置有痰盂。
中医有很多可「止咳化痰」的中药，例如陳皮、秋梨枇杷蜜等等。